# Reinhold Niebuhr
Karl Paul Reinhold Niebuhr (* 21. Juni 1892 in Wright City, Missouri; † 1. Juni 1971 in Stockbridge, Massachusetts) war ein einflussreicher US-amerikanischer evangelischer Theologe, Philosoph, Politikwissenschaftler und Autor. Er lehrte von 1928 bis 1960 Religionsphilosophie am reformierten Union Theological Seminary in New York.

## Leben
Niebuhr war eines von fünf Kindern von Gustav und Lydia Niebuhr und stammte aus einem deutsch-amerikanischen Pfarrhaus. Nach dem Studium am Eden Theological Seminary von 1907 bis 1910 und am Elmhurst College wurde er 1913 zum Pfarrer der in der unierten Tradition stehenden German Evangelical Synod of North America, einer Vorgängerkirche der United Church of Christ, ordiniert. Nach Abschluss seines Aufbaustudiums in Yale wurde er 1915 zum Pfarrer der Bethel Evangelical Church in Detroit berufen. In einem von noch unorganisierten Industriearbeitern geprägten Umfeld wurde er zeitweilig Mitglied der Sozialistischen Partei Amerikas und gründete 1930 den Fellowship of Socialist Christians. Wegen der unmenschlichen Arbeitsbedingungen kritisierte er die Verantwortlichen der dort ansässigen Autofirmen.
Ab 1928 lehrte er Religionsphilosophie und Christliche Ethik am Union Theological Seminary in New York City, wo er 1930 eine ordentliche Professur erhielt, die er bis zu seiner Emeritierung 1960 innehatte. 1930 wurde ihm der Doktor der Theologie des Eden Theological Seminary verliehen. Im gleichen Jahr kandidierte er für die Sozialisten für den Senat des Staates New York, 1932 für den Kongress. 1931 bis 1932 war er Vorsitzender der pazifistischen Organisation Fellowship of Reconciliation, von der er sich aber im Jahr darauf trennte. In der verbreiteten Zeitschrift The Christian Century veröffentlichte er Beiträge, dass die USA gegen Japans Imperialismus vorgehen sollte. Er setzte sich dafür ein, dass Paul Tillich 1933 nach seiner Emigration aus Deutschland eine Professur am Union Theological Seminary erhielt.
Ebenfalls in den Dreißiger Jahren trennte er sich von den Sozialisten und wurde Gründer und Vorsitzender der Americans for Democratic Action. Auch wandelte Niebuhr sich vom Pazifisten zum Unterstützer des Kriegs gegen Nazideutschland und später gegen die sowjetische Expansionspolitik nach dem Zweiten Weltkrieg. Er beteiligte sich im Rat für auswärtige Beziehungen (englisch: Council on Foreign Relations). 1935 gründete er die Zeitschrift Radical Religion, die später in Christianity and Society umbenannt wurde. 1939 war er Referent an den Gifford Lectures, einer renommierten theologischen Vortragsreihe in Schottland, die er mit The Nature and Destiny of Man (deutsch: Die Natur und Bestimmung des Menschen) betitelt hatte. 1941 rief er die Zeitschrift Christianity and Crisis ins Leben, zudem war er Mitbegründer der Union for Democratic Action. 1944 half er, die Liberale Partei in New York zu gründen, und wurde deren Vizepräsident.
Seit 1947 war Niebuhr Mitglied der American Philosophical Society und seit 1953 der American Academy of Arts and Letters. 1948 war er einer der Redner auf der 1. Versammlung des Weltkirchenrates in Amsterdam. 1955 wurde er zum Vizepräsidenten des Union Theological Seminary gewählt. 1958 und 1960 nahm er zusätzliche Lehrtätigkeiten am Institute for Advanced Studies in Princeton in New Jersey und an der Harvard University in Cambridge in Massachusetts auf.

## Familie
Sein jüngster Bruder Helmut Richard Niebuhr (1894–1962) war ebenfalls Theologe. 1931 heirateten Reinhold Niebuhr und Ursula Keppel-Compton (1907–1997); der Ehe entstammen ein Sohn und eine Tochter.

## Werk und Bedeutung
Zunächst von der Misere unter den Industriearbeitern Detroits und der Social-Gospel-Bewegung geprägt, erarbeitete Niebuhr um 1932 eine eigene Grundposition, die er „christlicher Realismus“ nannte. Er verbindet eine Orientierung an kollektiven Interessen mit dem Leitbegriff der Gerechtigkeit. Beeinflusst von Augustins philosophischem Dualismus entwickelte Niebuhr ein dialektisches anthropologisches Konzept. Dieses beinhaltet die Erkenntnis, dass der Mensch durch seine intellektuelle Freiheit die Fähigkeit zur Herstellung des Guten wie des Bösen habe. Der Mensch sei durch seine reflexiven Fähigkeiten dazu verdammt, sich seinen Lebenssinn selbst zu kreieren. Da Endlichkeit und Knappheit die Rahmenbedingungen seines Handelns sind, wird der Mensch zu aus Selbstgerechtigkeit und Stolz geborenen Taten verführt. Auf der Ebene der internationalen Politik führt dies zu imperialistischem Handeln mächtiger Nationen. Niebuhr wird zu den Vertretern des Realismus in den Internationalen Beziehungen gezählt.
Niebuhr kritisierte nicht nur den Utopismus des Kommunismus, der zu Despotismus führe, sondern auch die Anmaßung der USA, sich als auserwählte Nation zu fühlen. Machtausübung führe immer auch zu moraldefizitärem Verhalten. Heutzutage berufen sich sowohl Liberale wie Barack Obama als auch Neokonservative auf Niebuhr.
Seine Geschichtstheologie fand auch in der zeitgenössischen katholischen Philosophie Beachtung.

## Kritik
Niebuhr wurde von liberaler und von konservativer Seite her gelobt und kritisiert. Der renommierte US-amerikanische methodistische Theologe Stanley Hauerwas war wie er Referent bei den Gifford Lectures. Er kritisierte an Niebuhr, dass dieser eher einen komplexen Humanismus vertreten habe, der sich der Sprache des christlichen Glaubens bedient und damit getarnt hätte. Er habe mehr eine naturalistische Sicht der Welt vertreten, wo ein domestizierter, an den Menschen angepasster Gott angebetet wurde. Glaube würde so zu einem Teil des menschlichen Bewusstseins reduziert, um das ängstliche Gewissen der traditionellen, bürgerlichen Kirchgänger zu beruhigen und zu befriedigen.

## Ehrungen
- 1964 erhielt Niebuhr die Presidential Medal of Freedom.
- Ehrendoktor der Universitäten Yale, Oxford und Harvard.[13]

## Schriften (Auswahl)

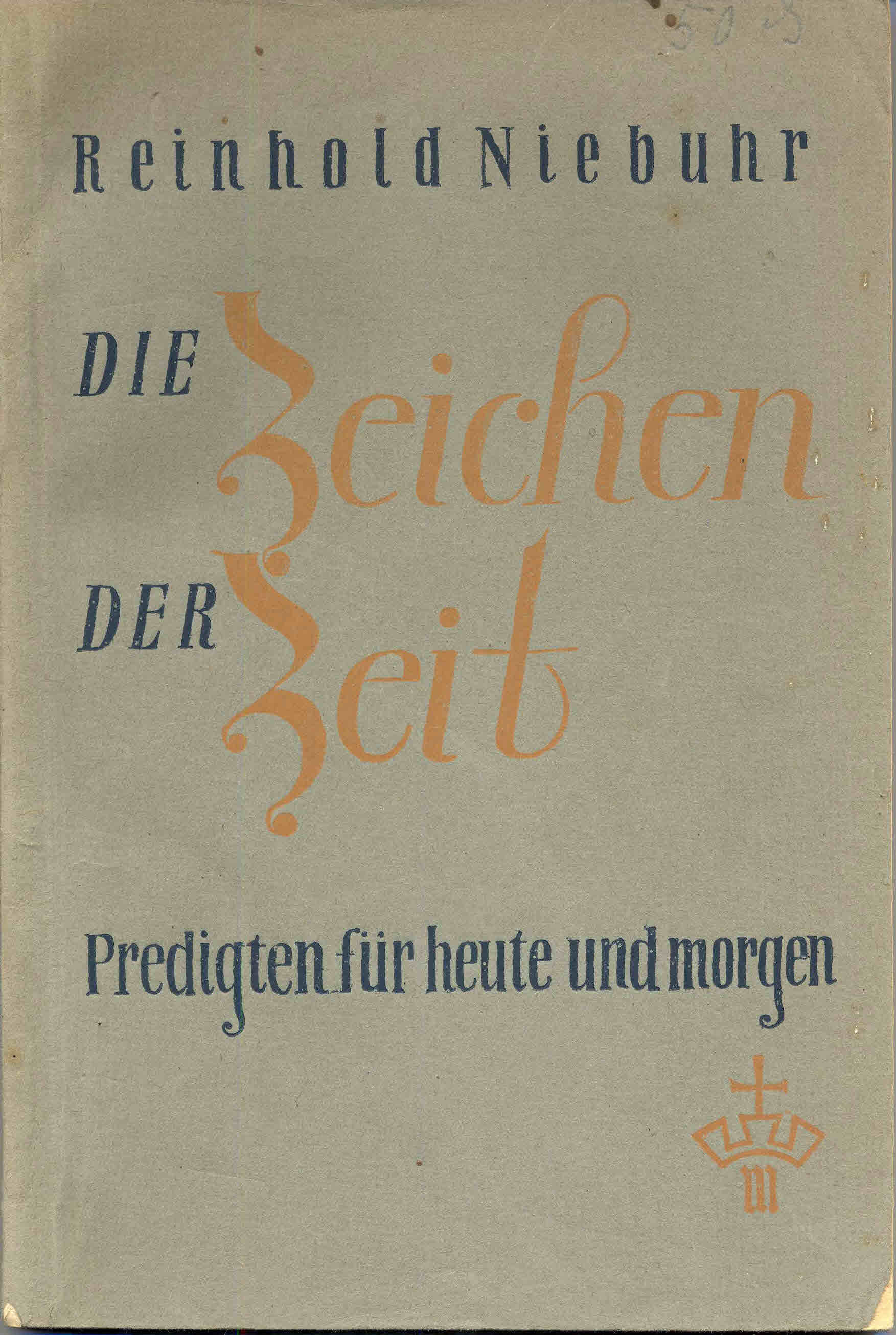
Titelblatt der deutschen Ausgabe von Niebuhrs Predigtband von 1948

- Leaves from the Notebook of a Tamed Cynic, 1929.
- Moral Man and Immoral Society: A Study of Ethics and Politics. Charles Scribner’s Sons, 1932; Westminster John Knox Press, 2002, ISBN 0-664-22474-1.
- Interpretation of Christian Ethics. Harper & Brothers, 1935.
- Beyond Tragedy: Essays on the Christian Interpretation of History. Charles Scribner’s Sons, 1937, ISBN 0-684-71853-7 (deutsch: Jenseits der Tragödie : Betrachtungen zur christlichen Deutung der Geschichte. Kaiser, München 1947).
- The Nature and Destiny of Man: A Christian Interpretation. Aus den Gifford Lectures, 1941. Band 1: Human Nature, Band 2: Human Destiny. Prentice Hall, 1980; Band 1: ISBN 0-02-387510-0, Neuausgabe 1996: ISBN 0-664-25709-7.
- The Children of Light and the Children of Darkness. Charles Scribner’s Sons, 1944; Neuausgabe 2011, eingeleitet von Gary Dorrien: ISBN 978-0-226-58400-3 (deutsch: Die Kinder des Lichts und die Kinder der Finsternis : Eine Rechtfertigung der Demokratie und eine Kritik ihrer herkömmlichen Verteidigung. Kaiser, München 1947).
- Discerning the Signs of the Times. Sermons for Today and Tomorrow. Charles Scribner’s Sons, 1946 (deutsch: Die Zeichen der Zeit: Predigten für heute und morgen. Kaiser, München 1948).
- Faith and History. 1949, ISBN 0-684-15318-1 (deutsch: Glaube und Geschichte : Eine Auseinandersetzung zwischen christlichen und modernen Geschichtsanschauungen. P. Müller, München 1951).
- The Irony of American History. Charles Scribner’s Sons, 1952; Neuausgabe 2008 mit Einleitung von Andrew J. Bacevich: ISBN 978-0-226-58398-3.
- Christian Realism and Political Problems. 1953, ISBN 0-678-02757-9 (deutsch: Christlicher Realismus und politische Probleme. Evang. Verl.-Werk, Stuttgart 1956).
- The Self and the Dramas of History. Charles Scribner’s Sons, 1955.
- Love and Justice: Selections from the Shorter Writings of Reinhold Niebuhr. Hrsg. v. D. B. Robertson, 1957; Reprint: Westminster John Knox Press, 1992, ISBN 0-664-25322-9.
- Pious and Secular America. 1958, ISBN 0-678-02756-0 (deutsch: Frömmigkeit und Säkularisation. Mohn, Gütersloh 1962).
- The Structure of Nations and Empires. 1959, ISBN 0-678-02755-2 (deutsch: Staaten und Grossmächte: Probleme staatlicher Ordnung in Vergangenheit und Gegenwart. Mohn, Gütersloh 1960).
- Reinhold Niebuhr on Politics: His Political Philosophy and Its Application to Our Age as Expressed in His Writings. Hrsg. v. Harry R. Davis und Robert C. Good, 1960.
- A Nation So Conceived: Reflections on the History of America From Its Early Visions to its Present Power. Charles Scribner’s Sons, 1963.
- The Essential Reinhold Niebuhr: Selected Essays and Addresses. Hrsg. v. Robert McAffee Brown, Yale University Press, 1986, ISBN 0-300-04001-6.